# أولاد أحمد (أولاد بن عيسى)
أولاد أحمد هو دُوَّار يقع بجماعة بني مطهر، إقليم جرادة، جهة الشرق في المملكة المغربية. ينتمي الدوّار لمشيخة أولاد بن عيسى التي تضم 9 دواوير. يقدر عدد سكانه بـ 13 نسمة حسب الإحصاء الرسمي للسكان والسكنى لسنة 2004.

## روابط خارجية
- البوابة الوطنية للجماعات الترابية
- المندوبية السامية للتخطيط